# Eragrostis tincta
Eragrostis tincta är en gräsart som beskrevs av Sylvia Mabel Phillips. Eragrostis tincta ingår i släktet kärleksgrässläktet, och familjen gräs. Inga underarter finns listade i Catalogue of Life.